# Goldbachsee
Der Goldbachsee ist ein Fischteich beim Weiler Goldbach der Landstadt Waldenburg im Hohenlohekreis im nordöstlichen Baden-Württemberg.

## Lage und Beschreibung
Der Goldbachsee liegt im Unterraum Waldenburger Berge des Naturraums der Schwäbisch-Fränkischen Waldberge auf 449,3 m ü. NHN im Tal des weniger als 2 km langen Goldbachs, der etwas weiter oben dem Rößlesmahdsee entfließt und weiter talabwärts im Südwesten im Neumühlsee der Bibers zumündet.
Der 1,6 ha große See mit einem Volumen von 28.000 m³ ist hinter einem 5,4 m hohen Erddamm angestaut, über den die K 2363 vom Neumühlsee in Richtung  Kupferzell-Beltersrot läuft, dient in geringem Maße dem Hochwasserschutz, vor allem aber der Fischzucht, die dort vom Hohenloher Fischereiverein Öhringen e.V. betrieben wird. Der Goldbachsee ist etwa 270 m lang und bis zu 80 m breit. Er liegt in einem Schwemmlandband, das in den Schilfsandstein (Stuttgart-Formation) des Talgrundes eingelagert ist; die Höhen rechts und links des Tales erheben sich bis in den Kieselsandstein (Hassberge-Formation). Das Einzugsgebiet ist nur etwa 1,0 km² groß, weil das Goldbachtal weiter aufwärts durch die rheinische Erosion des Beltersroter Bachs geköpft wurde.
Der speisende Bach fließt durch einen sumpfigen Verlandungsbereich mit Rohrkolben zu, die sich auch weiter abwärts dem einen Ufer entlangziehen. Es gibt See- und Teichrosen. Vor der Zumündung liegt im See eine kleine, mit Bäumen und Gesträuch überwachsene Insel. Rechts nahe am Ufer, aber deutlich erhöht über diesem steht der Weiler Goldbach, der noch Baureste des bis in die frühe Neuzeit dort gelegenen Klosters Goldbach zeigt. Der See wurde von Mönchen des Klosters zur Fischzucht angelegt. Er ist in etwa heutiger Ausdehnung schon auf älteren Karten eingetragen.
Das Stillgewässer liegt im Landschaftsschutzgebiet Landschaftsteile im Raum Waldenburg und im Naturpark Schwäbisch-Fränkischer Wald.

### LUBW
Amtliche Online-Gewässerkarte mit passendem Ausschnitt und den hier benutzten Layern: Goldbachsee und Umgebung

Allgemeiner Einstieg ohne Voreinstellungen und Layer: Daten- und Kartendienst der Landesanstalt für Umwelt Baden-Württemberg (LUBW) (Hinweise)
1. ↑  Höhe nach blauer Beschriftung auf dem Hintergrundlayer Topographische Karte.
2. ↑  Seefläche nach dem Layer Stehende Gewässer.
3. 1 2  Dimensionen abgemessen auf dem Hintergrundlayer Topographische Karte.
4. 1 2  Daten des Hochwasserrückhaltebeckens nach dem Layer Stauanlage.
5. ↑  Einzugsgebiet abgemessen auf dem Hintergrundlayer Topographische Karte.
6. ↑  Schutzgebiete nach den einschlägigen Layern, Natur teilweise nach dem Layer Biotop.

### Andere Belege
1. ↑  Wolf-Dieter Sick: Geographische Landesaufnahme: Die naturräumlichen Einheiten auf Blatt 162 Rothenburg o. d. Tauber. Bundesanstalt für Landeskunde, Bad Godesberg 1962. → Online-Karte (PDF; 4,7 MB)
2. ↑  Geologie nach den Layern zu Geologische Karte 1:50.000 auf: Mapserver des Landesamtes für Geologie, Rohstoffe und Bergbau (LGRB) (Hinweise)
3. ↑  Helmut Schwab: Erdgeschichte hautnah erlebt – der Rößlesmahdsee. In: Landesanstalt für Umwelt, Messungen und Naturschutz Baden-Württemberg (Hrsg.): Naturführer Schwäbischer Wald. Verlag Regionalkultur, Ubstadt-Weiher 2007, ISBN 978-3-89735-507-1, S. 240–247, hier S. 244.
4. ↑  Alte Seeausdehnung nach:
  - Meßtischblatt 6823 Pfedelbach von 1932 in der Deutschen Fotothek
  - Blatt Künzelsau (Nr. XXXVII in chronologischer, Nr. 6 in Anordnungs-Reihenfolge; 5,8 MByte, PDF) von 1851 des Topographischen Atlasses des Königreichs Württemberg